# Ralls, Texas
Ralls là một thành phố thuộc quận Crosby, tiểu bang Texas, Hoa Kỳ. Năm 2010, dân số của xã này là 1944 người.

## Dân số
- Dân số năm 2000: 2252 người.
- Dân số năm 2010: 1944 người.